# Hub logistyczny

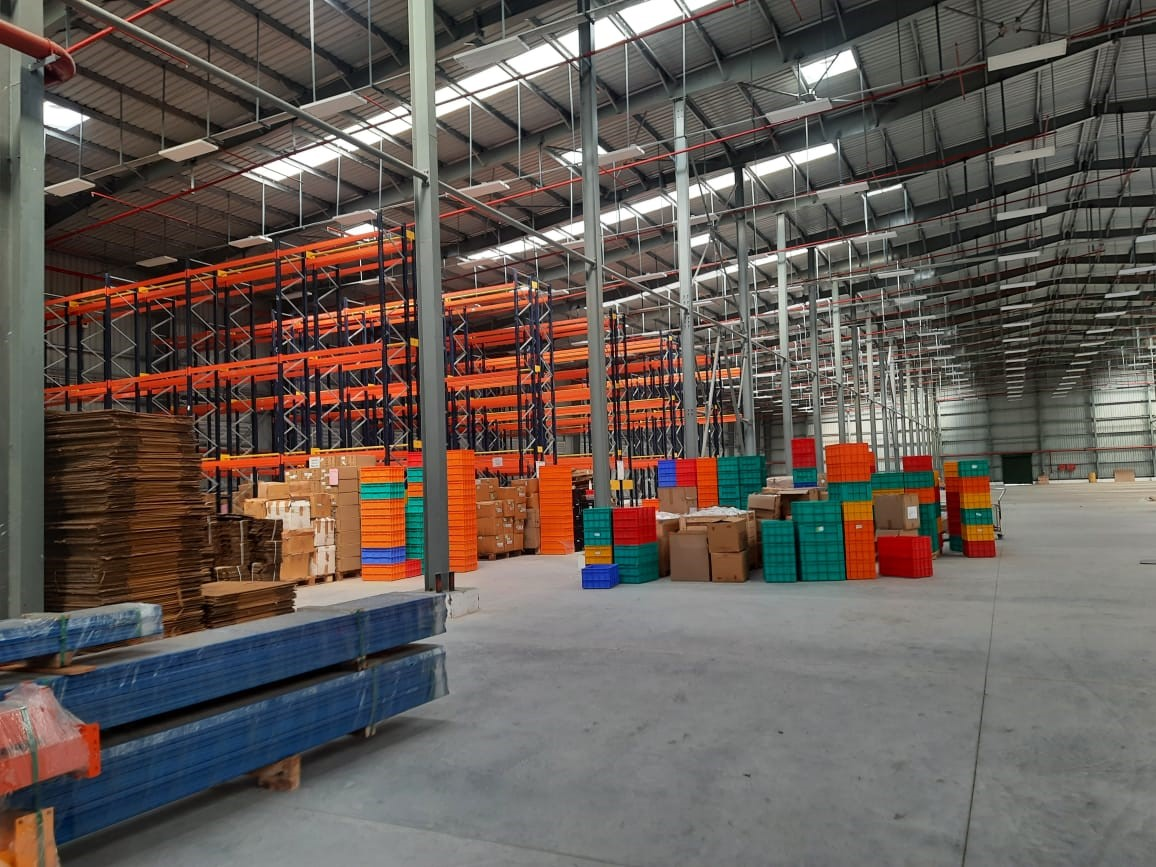
Magazyn hubu logistycznego

Hub logistyczny — centralny punkt, w którym koncentrują się różne działania logistyczne takie jak przechowywanie, przeładunek, sortowanie czy dystrybucja towarów. Pojęcie hubu używa się w stosunku do terminali transportowych oraz centrów logistycznych z dobrze rozwiniętymi węzłami komunikacyjnymi. Jego głównym zadaniem jest usprawnienie i koordynacja przepływu towarów pomiędzy różnymi uczestnikami łańcucha dostaw. Za kluczowe cechy hubu logistycznego należy uznać przede wszystkim bardzo dużą powierzchnię i lokalizację w pobliżu ważnych węzłów komunikacyjnych. Według powyższej definicji obiekt, który może pełnić rolę hubu logistycznego powinien posiadać położenie geograficzne sprzyjające przepływowi towarów.
Ireneusz Fechner z Wyższej Szkoły Logistyki w Poznaniu definiuje tego typu miejsce jako obiekt przestrzennie-funkcjonalny wraz z infrastrukturą i organizacją, w którym realizowane są usługi logistyczne związane z przyjmowaniem, magazynowaniem, rozdziałem i wydawaniem towarów oraz usługi towarzyszące, świadczone przez niezależne w stosunku do nadawcy lub odbiorcy podmioty gospodarcze.
Do elementów hubu zaliczają się między innymi:
- infrastruktura transportowa i  przeładunkową: terminale przeładunkowe, ciągi komunikacyjne drogowe, kolejowe, wodne, lotnicze, porty i lotniska[4][2],
- magazyny i przestrzenie składowania dla przechowywania zarówno na krótki, jak i dłuższy okres, strefy celne - obszary, w których towary mogą być przechowywane bez natychmiastowego obciążenia cłami i podatkami, chłodnie i mroźnie dla produktów wymagających kontrolowanych warunków temperatury[4],
- obiekty dodatkowe – strefy kompletowania zamówień, pakowania i etykietowania, biura celnika i agencji spedycyjnej, serwisy pojazdów czy obsługa techniczna[5].

Największe huby logistyczne w Europie znajdują się w Wielkiej Brytanii i Niemczech. Założony w 1987 Magna Park w Wielkiej Brytanii zbudowano na miejscu byłego wojskowego lotniska. Powierzchnia hubu wynosi około 2,2 mln metrów kwadratowych w której skład wchodzą 32 budynki o łącznej powierzchni ponad 700 metrów kwadratowych, wynajmowane przez 29 firm (DHL, Toyota, ASDA i in.). Hub znajduje się w obszarze tzw. “złotego trójkąta”, w pobliżu głównego węzła transportowego kraju. Jednym z największych niemieckich hubów logistycznych jest hub DHL w Lipsku. W Polsce łączna powierzchnia magazynowa w wynosi już prawie 31,1 mln metrów kwadratowych; Według danych na koniec III kwartału 2023 roku w Polsce było 14 kompleksów, których powierzchnia przekraczała 200 tys. mkw. (każdy). Największe z nich to: Central European Logistics Hub w Łodzi (630 000 mkw), P3 Błonie (315 700 mkw), SEGRO Logistics Park Stryków (302 000 mkw), MLP Pruszków II (301 600), Panattoni Park Sosnowiec I (290 000 mkw), P3 Piotrków (269 900 mkw), Prologis Park Chorzów (251 000 mkw). Raport Wyższej Szkoły Administracji i Biznesu im. Eugeniusza Kwiatkowskiego z 2017 roku pokazuje, że 80 procent transportu europejskiego przechodzi przez tego typu huby.